# Żan Bełeniuk
Żan Wensanowycz Bełeniuk (ukr. Жан Венсанович Беленюк; ur. 24 stycznia 1991 w Kijowie) – ukraiński sportowiec i polityk, zapaśnik startujący w stylu klasycznym, poseł do Rady Najwyższej, złoty, srebrny i brązowy medalista olimpijski, mistrz świata i Europy.

## Życiorys
Syn Ukrainki i obywatela Rwandy. Jego ojciec studiował w ZSRR. Wyjechał do Rwandy, gdzie służył jako wojskowy w trakcie wojny domowej i gdzie zginął w wypadku samochodowym.
W 2000 zaczął trenować zapasy w stylu klasycznym.
Mistrz Europy juniorów w 2011, brązowy (2010) i srebrny (2011) medalista mistrzostw świata juniorów. Trzeci na uniwersjadzie w 2013. Triumfator igrzysk wojskowych w 2015. Wojskowy mistrz świata z 2017. Mistrz świata w 2015 i 2019, drugi w 2018 oraz trzeci w 2014 i 2023. Triumfator mistrzostw Europy w 2014, 2016 i 2019, trzeci w 2012, 2021 i 2024. Dwukrotny medalista igrzysk europejskich – złoty w 2019 i srebrny w 2015.
Trzykrotnie wywalczył medal na letnich igrzyskach olimpijskich: srebrny w Rio de Janeiro w 2016 (w kategorii do 85 kg), złoty w Tokio w 2021 (w kategorii do 87 kg) oraz brązowy w Paryżu w 2024 (w kategorii do 87 kg).
Absolwent Narodowego Uniwersytetu Wychowania Fizycznego i Sportu Ukrainy oraz Międzyregionalnej Akademii Zarządzania Personelem w Kijowie. Zatrudniony jako instruktor sportowy. W wyborach parlamentarnych w 2019 z ramienia partii Sługa Ludu kandydował do Rady Najwyższej, uzyskując wówczas mandat deputowanego IX kadencji.

## Odznaczenia
- Order „Za zasługi” I klasy (2021)[9]
- Order „Za zasługi” II klasy (2019)[10]
- Order „Za zasługi” III klasy (2016)[11]
- Medal „Za pracę i zwycięstwo” (2013)[12]